# Sebadelhe da Serra
Sebadelhe da Serra era una freguesia portuguesa del municipio de Trancoso, distrito de Guarda.

## Historia
Fue suprimida el 28 de enero de 2013, en aplicación de una resolución de la Asamblea de la República portuguesa promulgada el 16 de enero de 2013 al unirse con las freguesias de Terrenho y Torre do Terrenho, formando la nueva freguesia de Torre do Terrenho, Sebadelhe da Serra e Terrenho.